# 河西回廊

甘粛省の中央および西側の細長い一帯が河西回廊に相当する

河西回廊（かせいかいろう、河西走廊、甘粛走廊）は、チベット高原北西端に接する細長い形の地域・交通路の呼称で、黄河の西側にあるためにこの名で呼ばれる。日本では、河西回廊と呼ばれている。
古くからシルクロードを含めた東西交通史上において重要な役割を果たしてきた地域で、西域へ抜ける交通の要路として、東と西を結ぶ回廊地帯となっていた。
河西回廊の北側にはゴビ砂漠の一部をなすバダインジャラン砂漠が広がっている。漢王朝は砂漠を超えた異民族からの防衛のため、武威から玉門関まで万里の長城を建設した。

## 地理
東は烏鞘嶺からはじまり、西は玉門関、南北は南山（祁連山脈と阿爾金山脈）と北山（馬鬃山、合黎山および龍首山）の間の長さ約900キロメートル、幅数キロメートルから近100キロメートルと不規則な西北-東南方向に走る狭く長い平地である。
地域では甘粛省の蘭州と、6,500メートル級の祁連山脈を水源とする砂漠河川に潤されるオアシス都市群「河西四郡：武威（かつての涼州）、張掖（甘州）、酒泉（粛州）、安西（瓜州）、敦煌（瓜州）」を包括する。民族では漢族、回族、モンゴル族、ユグル族、チベット族など多くの民族が居住する。

## 気候
河西回廊は、温帯乾燥・温帯半乾燥気候で年間降雨量は100ミリ前後、夏と冬の温度差が激しく乾燥している典型的な大陸性気候に属している。
また、秦嶺山脈の北部は温暖湿潤気候、中北部は温帯半乾燥、中南部は温帯半湿潤、南部は亜熱帯湿潤気候等、地域によってかなりの差が存在する。
この地域の気候の特徴は、年降雨量が少なく、蒸発量が多いことで、特に蒸発量は降雨量の約4.7～68倍もあるとされる。

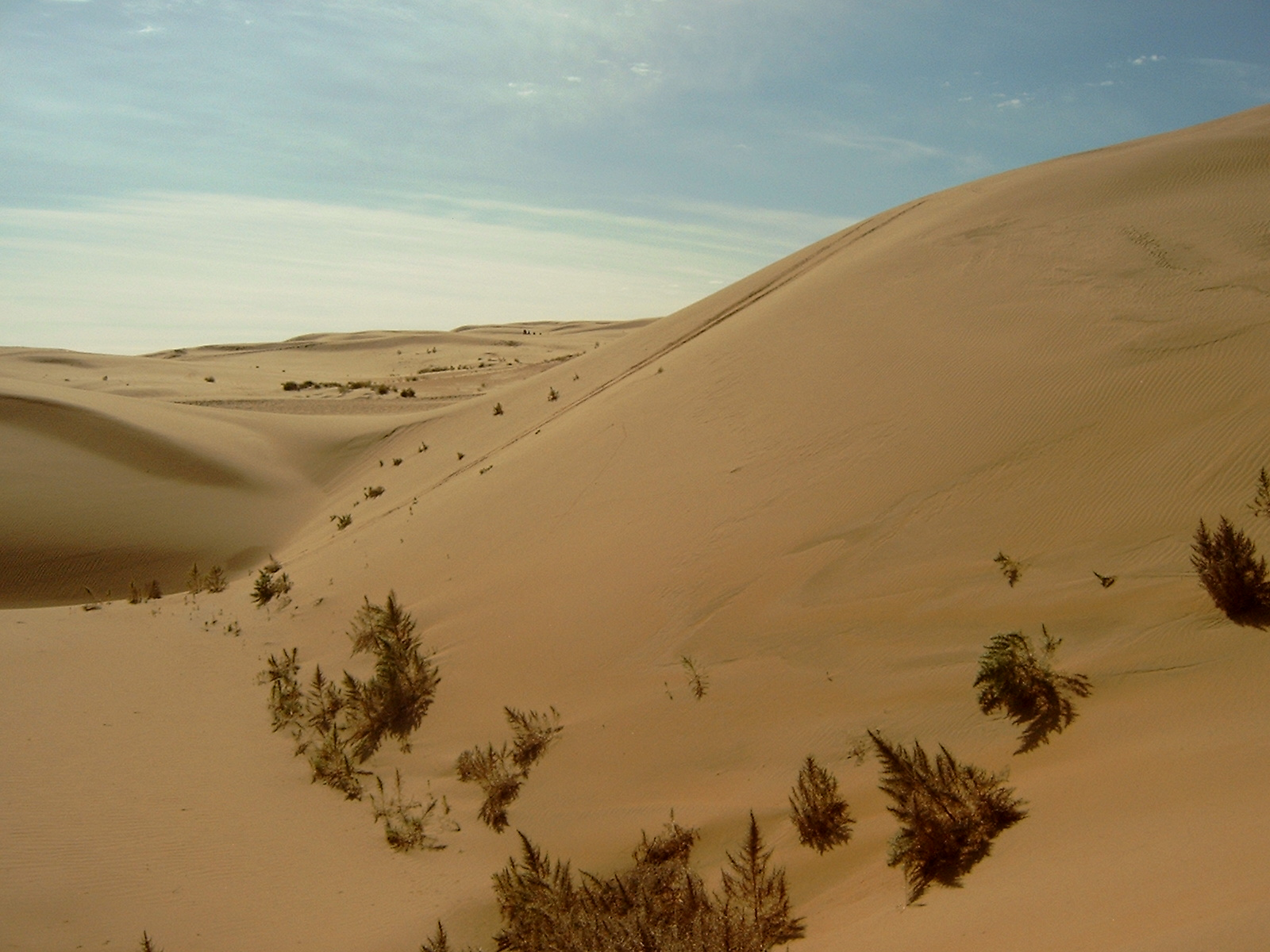
北側にはゴビ砂漠が広がっている
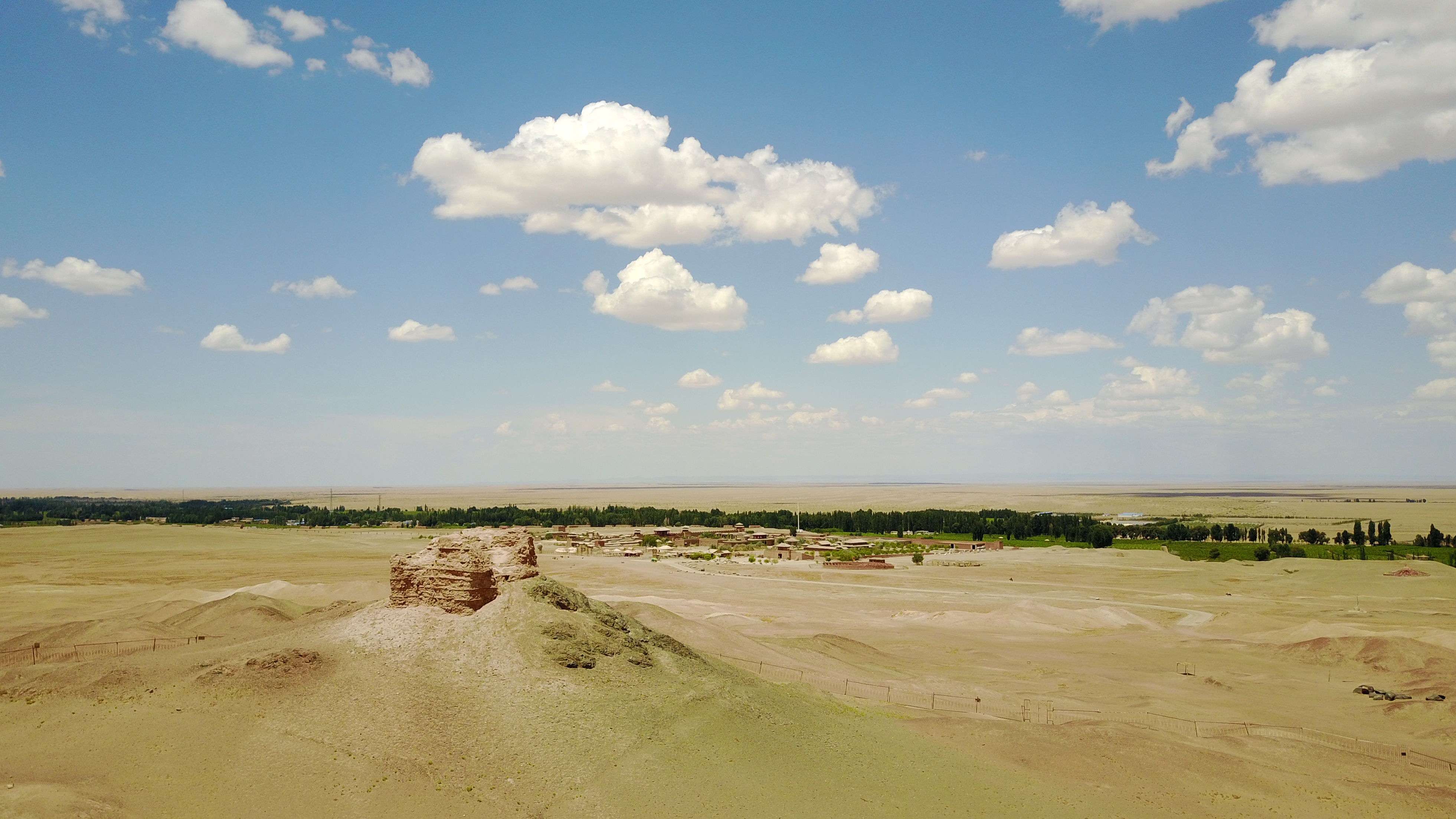
敦煌にある漢時代の望楼遺跡
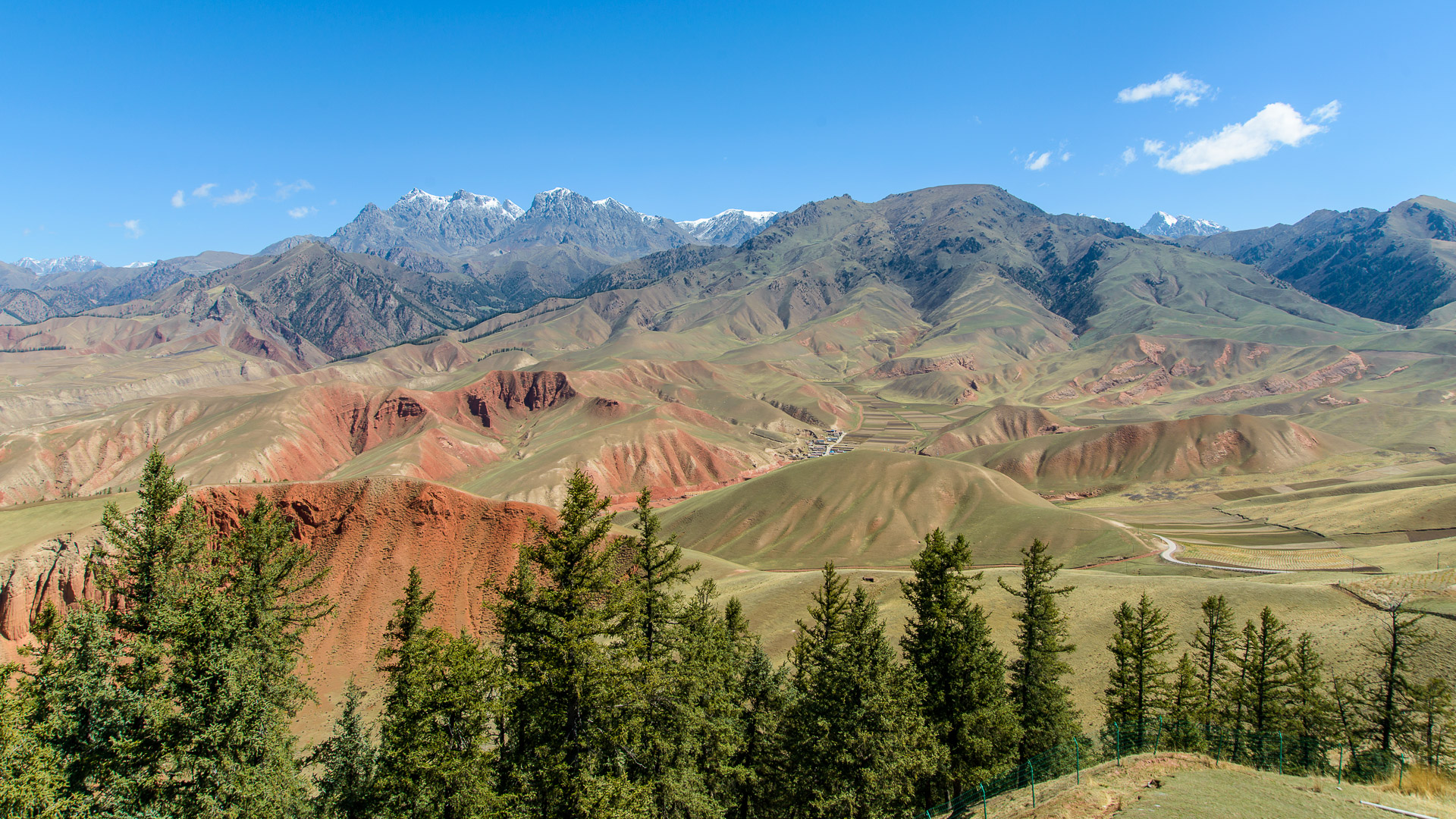
南側の祁連山脈は標高4000mを超える

## 歴史
前3世紀末までは、遊牧民の月氏の支配下にあったが、前3世紀末に冒頓単于が率いる匈奴が盛強となると月氏は匈奴によって西方に駆逐され、河西回廊は匈奴の支配下におかれた。

### 漢王朝

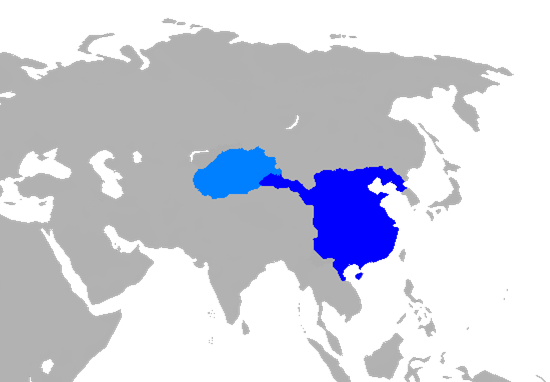
漢王朝（西暦2年）の領土

前121年には、前漢の驃騎将軍の霍去病の遠征が匈奴の右翼を大破したことにより、河西の地を統括していた渾邪王が部民を率いて投降し、匈奴の勢力が減退し、これ以降、前漢の武帝によって武威・張掖・酒泉・敦煌の河西四郡が置かれる。
これにより、東洋と西洋の交流が本格化したシルクロードが開通したといわれ、内陸の天山山脈・崑崙山脈山麓のオアシスルートに連なる重要な通路である河西回廊は、シルクロードの一部分として、中原と西方世界の政治・経済・文化的交流を進めた重要な国際通路として機能した。
王莽の末年から後漢の初期にかけては中原での政治混乱に対して、この地に張掖属国都尉として赴任していた竇融が、行河西五郡大将軍（敦煌・酒泉・張掖・武威・金城）を名乗り、五郡の郡太守連合の上に君臨する政権を樹立した。
しかし、竇融は後漢王朝成立後まもなく、洛陽に使者を派遣して後漢の光武帝政権への帰順を表明し、紀元後32年、中原と河西の間に存在した隗囂政権が崩壊すると自ら洛陽に赴き、河西は後漢王朝の支配下に入った。
その後、五胡十六国時代には、河西に五涼と総称される前涼（漢族）・後涼（氐族）・南涼（鮮卑）・北涼（匈奴）・西涼（漢族）政権が誕生し、その支配下に入る。
5世紀から７世紀にかけては、青海地方の鮮卑系の遊牧民である吐谷渾が支配した。

### 唐王朝

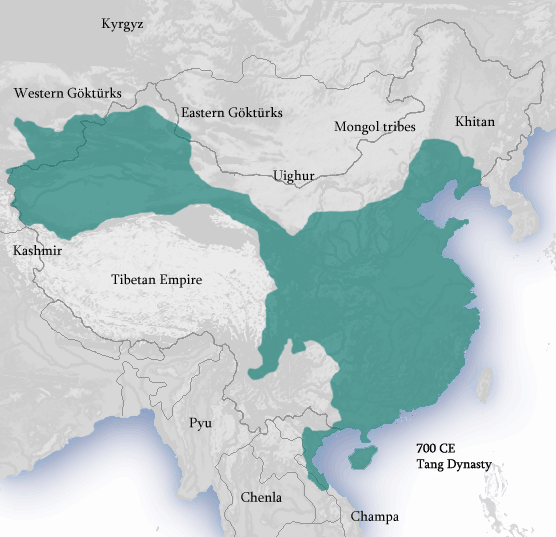
唐時代は、北にモンゴル、南にチベットに挟まれていた。

8世紀の唐の時代には、唐がその支配下に置いたが、安史の乱によって国が乱れると吐蕃の侵攻により、一時吐蕃の下に置かれた。唐末・五代・北宋期には帰義軍節度使やウイグルなどの支配下・影響下に入る。
北宋期以降は1028年頃には、盛強となった西夏の支配下に入り、1226年に西夏がモンゴルによって滅ぼされると、それ以降はモンゴルの支配下となった。